# Artur Starewicz

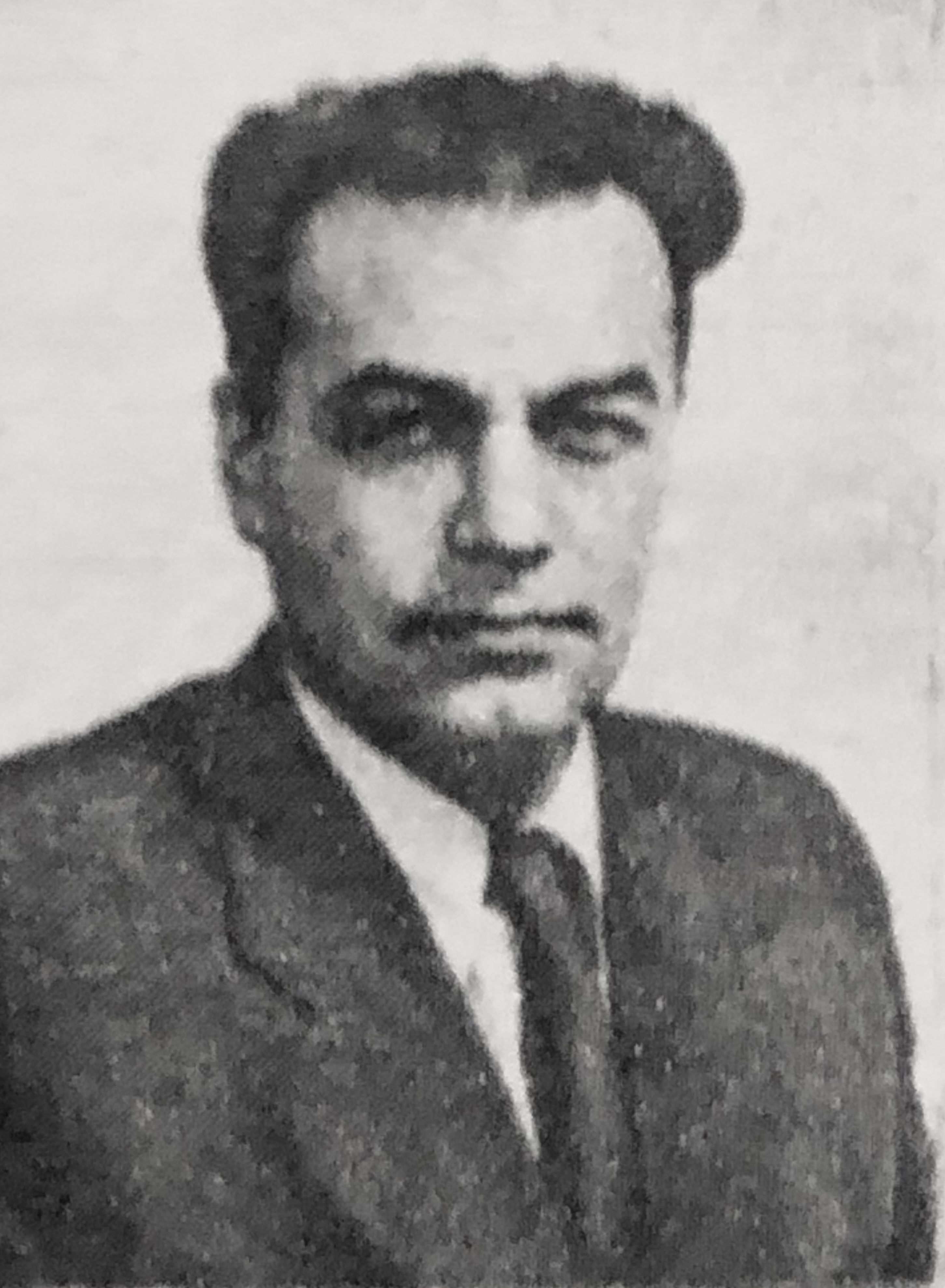
Artur Starewicz (1964)

Artur Starewicz (* 20. März 1917 in Warschau; † 12. Juli 2014 ebenda) war ein polnischer Politiker der Polnischen Vereinigten Arbeiterpartei PZPR (Polska Zjednoczona Partia Robotnicza) in der Volksrepublik Polen, der unter anderem zwischen 1957 und 1972 Mitglied des Sejm, von 1963 bis 1971 Sekretär des Zentralkomitees der PZPR sowie von 1971 bis 1978 Botschafter der Volksrepublik Polen im Vereinigten Königreich war.

## Leben

### Chemieingenieur, Zweiter Weltkrieg und frühe Nachkriegsjahre
Artur Starewicz, Sohn von Jan Starewicz und dessen Frau Maria Starewicz, begann nach dem Schulbesuch ein Chemiestudium an der Technischen Universität Warschau sowie der Nationalen Polytechnische Universität Lwów und war nach dessen Abschluss als Chemieingenieur tätig. Während des Studiums wurde er Mitglied der Union Unabhängiger Sozialistischer Jugend „Leben“ ZNMS „Życie” (Związek Niezależnej Młodzieży Socjalistycznej „Życie”) sowie des Kommunistischen Jugendverbandes Polens KZMP (Komunistyczny Związek Młodzieży Polski). Er ging nach dem Ausbruch des Zweiten Weltkriegs nach dem Überfall auf Polen durch die deutsche Wehrmacht im September 1939 in die Sowjetunion und wurde dort Mitglied der Kommunistischen Partei der Sowjetunion (KPdSU).
Im September 1944 kehrte Starewicz nach Polen zurück und trat als Mitglied der Polnischen Arbeiterpartei PPR (Polska Partia Robotnicza) bei, die am 5. Januar 1942 im Untergrund in Warschau gegründet wurde. Er war zunächst zwischen September und Dezember 1944 Leiter der Propagandaabteilung des Parteikomitees von Rzeszów sowie anschließend von Januar bis Juli 1945 Sekretär des PPR-Komitees von Krakau, ehe er zwischen August und November 1945 Stellvertretender Leiter der Landwirtschaftsabteilung des Zentralkomitees der PPR war. Nachdem er von November 1945 bis Januar 1946 kurzzeitig als Instrukteur in der ZK-Abteilung Propaganda tätig war, fungierte er zwischen Januar 1946 und November 1947 als Leiter der Propagandaabteilung des PPR-Komitees von Warschau. Im Oktober 1947 übernahm er den Posten als Erster Sekretär des Parteikomitees von Breslau und behielt diesen bis Juli 1948. Nach der Gründung der Polnischen Vereinigten Arbeiterpartei PZPR (Polska Zjednoczona Partia Robotnicza) wurde er am 15. Dezember 1948 Leiter der Abteilung Massenpropaganda des ZK und übte diese Funktion bis zum 30. März 1953 aus, woraufhin er vom 30. März 1953 bis zum 18. Januar 1954 Leiter der Abteilung Propaganda und Agitation des ZK der PZPR war. Daraufhin war er zwischen Mai 1954 und August 1956 Sekretär des Zentralrates des Verbandes der Gewerkschaften ZZZ (Zrzeszenie Związków Zawodowych). Er wurde auf dem II. Parteitag (10. bis 17. März 1954) Kandidat des ZK der PZPR und behielt diese Funktion bis zum III. Parteitag (10. bis 19. März 1959). 1956 war er für kurze Zeit stellvertretender Chefredakteur der Parteizeitung Trybuna Ludu.

### Polnischer Oktober 1956, Sejm-Abgeordneter und ZK-Mitglied
Während der Zeit des Polnischen Oktober 1956 gehörte Artur Starewicz im Machtkampf innerhalb der PZPR der nach einem Komplex modernistischer Mietshäuser in der Ul. Puławska 24 und 26 in Warschau benannten „Pulawy“-Gruppe (Puławianie) unter Führung von Roman Zambrowski und Leon Kasman an, die hauptsächlich aus Intellektuellen und Aktivisten bestand, die im ersten Jahrzehnt Volkspolens aktiv waren. Die Pulawy-Fraktion stand in Opposition zur Natolin-Fraktion um Zenon Nowak, Wiktor Kłosiewicz, Hilary Chełchowski, Aleksander Zawadzki, Władysław Kruczek, Władysław Dworakowski, Kazimierz Mijal, Franciszek Mazur, Bolesław Rumiński, Franciszek Jóźwiak und Stanisław Łapot, die gegen die Liberalisierung des kommunistischen Systems war, und die nationalistische und antisemitische Parolen proklamierte, um in der PZPR an die Macht zu kommen.
Danach wurde Starewicz am 21. Dezember 1956 Leiter der Abteilung Presse des ZK der PZPR und übte dieses Amt bis zum 27. Juni 1963 aus. Er wurde am 20. Februar 1957 für die PZPR erstmals Mitglied des Sejm und vertrat in der zweiten Legislaturperiode bis 17. Februar 1961 zunächst den Wahlkreis Nr. 105 Jelenia Góra sowie in der darauf folgenden dritten Legislaturperiode zwischen dem 15. Mai 1961 und dem 31. März 1965 den Wahlkreis Nr. 74 Jelenia Góra. Er war in dieser Zeit zwischen 1957 und 1965 Mitglied der PZPR-Fraktion sowie Mitglied der Ausschüsse für Geschäftsordnung und für auswärtige Angelegenheiten. Auf dem III. Parteitag (10. bis 19. März 1959) wurde er zum ersten Mal Mitglied des Zentralkomitees der PZPR und gehörte diesem Führungsgremium der Partei nach seinen Bestätigungen auf dem IV. Parteitag (15. bis 20. Juni 1964) sowie auf dem V. Parteitag (11. bis 16. November 1968) bis zum VI. Parteitag (6. bis 11. Dezember 1971) an.

### ZK-Sekretär und Botschafter im Vereinigten Königreich

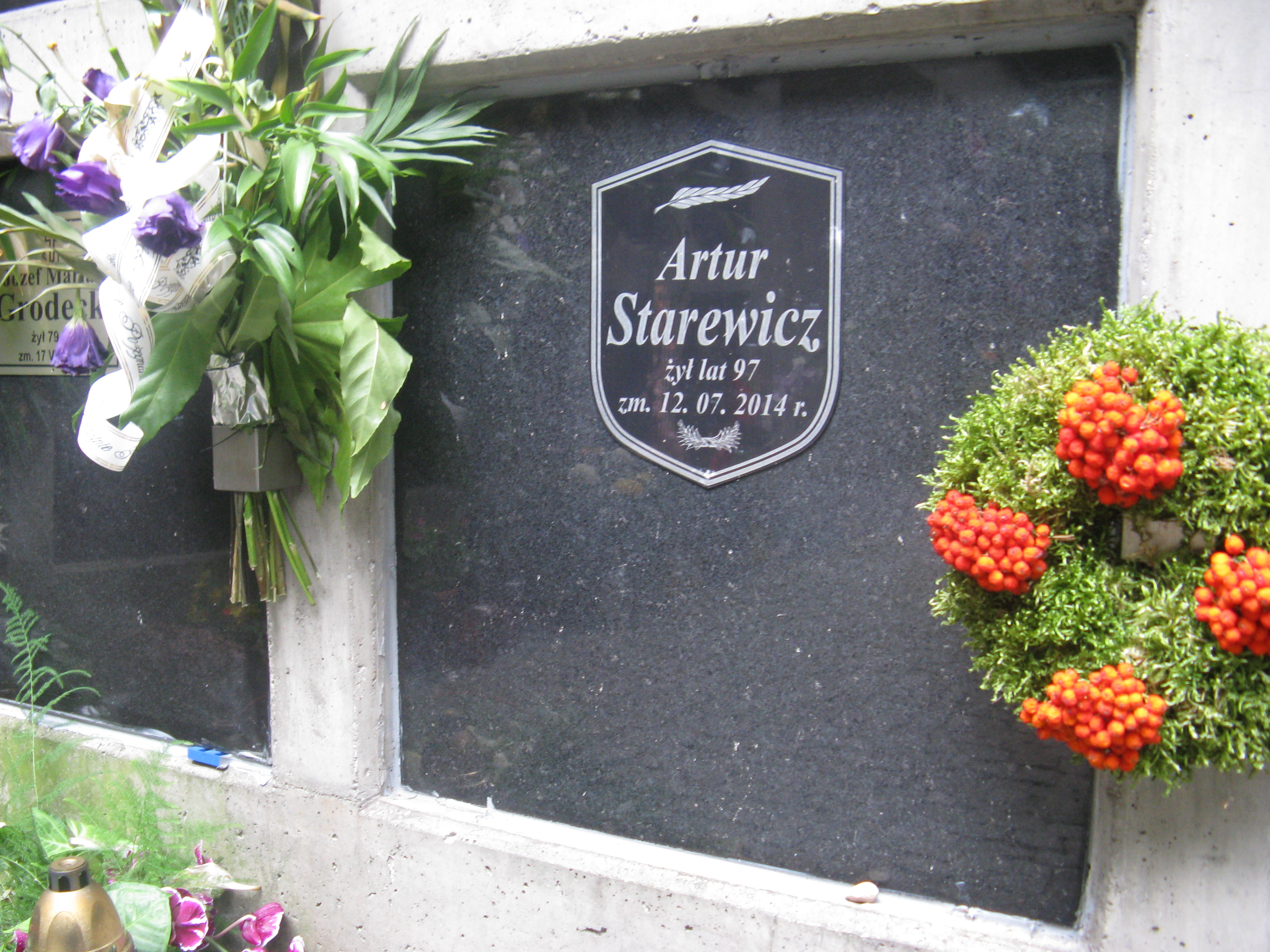
Grabstätte auf dem Warschauer Powązki-Militärfriedhof

Artur Starewicz wurde auf einem ZK-Plenum am 6. Juli 1963 Sekretär des Zentralkomitees der PZPR und behielt diese Funktion im ZK-Sekretariat, nach dem Politbüro das zweithöchste Parteigremium, nach seinen Bestätigungen auf dem IV. Parteitag (15. bis 20. Juni 1964) sowie auf dem V. Parteitag (11. bis 16. November 1968) ebenfalls bis zum VI. Parteitag (6. bis 11. Dezember 1971).
Am 24. Juni 1965 wurde er wiederum zum Mitglied des Sejm gewählt und vertrat in der vierten Legislaturperiode nunmehr bis zum 29. April 1969 den Wahlkreis Nr. 80 Zielona Góra sowie in der anschließenden fünften Legislaturperiode vom 27. Juni 1969 bis zum 22. Dezember 1971 den Wahlkreis Nr. 56 Oppeln. Während dieser Zeit war er zwischen 1965 und 1972 Präsident der polnischen Gruppe der Interparlamentarischen Union sowie Vize-Vorsitzender des Ausschusses für auswärtige Angelegenheiten. Weiterhin blieb er Mitglied des Präsidiums der PZPR-Fraktion.
Im Oktober 1971 löste Starewicz Marian Dobrosielski als Botschafter der Volksrepublik Polen im Vereinigten Königreich ab und bekleidete diesen diplomatischen Posten bis Juli 1978, woraufhin Jan Bisztyga seine dortige Nachfolge antrat. Für seine Verdienste wurde er mehrfach geehrt und erhielt unter anderem zwei Mal den Orden des Banners der Arbeit (Order Sztandaru Pracy) Erster Klasse, das Ritterkreuz des Ordens Polonia Restituta sowie 1946 das Verdienstkreuz der Republik Polen (Krzyż Zasługi) in Gold. Nach seinem Tode wurde er auf dem Warschauer Powązki-Militärfriedhof bestattet.

## Veröffentlichungen
- O projekcie zmian w statucie PZPR, 1959